# Eugène Rouché

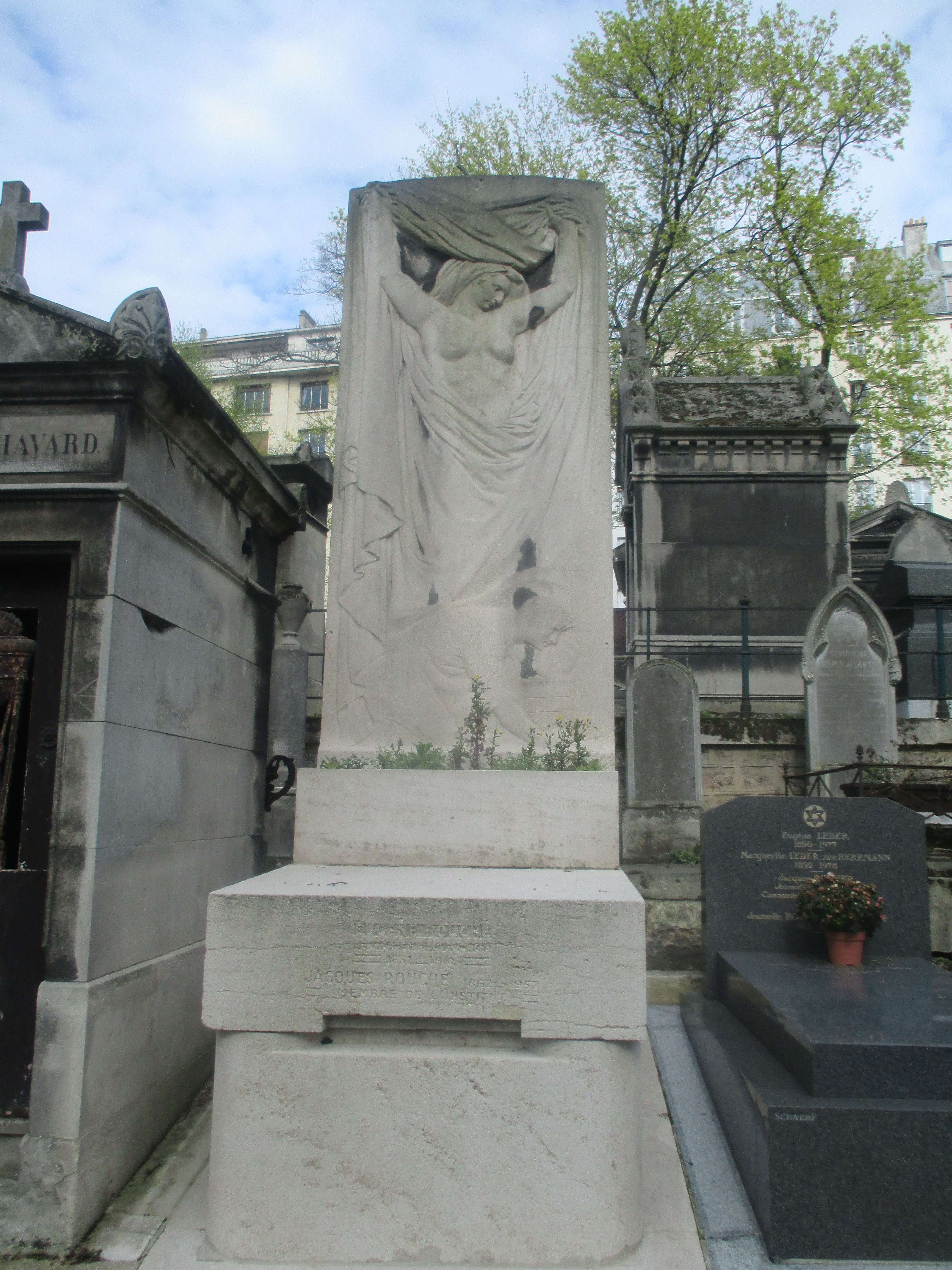
Original sepultura d'Eugène Rouché i del seu fill Jacques, feta per Camille Lefèvre

Eugène Rouché (1832-1910) va ser un matemàtic francès, conegut per haver establert la condició d'existència de solucions d'un sistema d'equacions lineals.

## Vida i Obra
Rouché va estudiar a l'École Polytechnique i va ser professor de matemàtiques al Lycée Charlemagne i al Conservatoire des Arts et Métiers de París. També va ser examinador de l'École Polytechnique. Va ser el pare de Jacques Rouché, conegut mecenes de músics (entre ells Enric Granados) i director de la Ópera de París durant trenta anys (1914-1944).
Rouché és recordat pels seus llibres de text de matemàtiques, sobre tot pel tractat de geometria, escrit amb Charles de Comberouse, que va esdevenir un dels tractats més populars de geometria.
També se'l coneix per dos teoremes que porten el seu nom:
- El Teorema de Rouché sobre funcions holomorfes.[3]

- I el conegut com Teorema de Rouché-Frobenius, sobre sistemes lineals d'aquacions, tot i que aquest nom (posat per Julio Rey Pastor)[4] només és d'ús comú entre les matemàtics castellà-parlants, essent conegut en altres indrets com teorema de Kronecker–Capelli, de Rouché-Capelli o de Rouché-Fontené.